# Informations et correspondances ouvrières
 (octobre 2017).
Si vous disposez d'ouvrages ou d'articles de référence ou si vous connaissez des sites web de qualité traitant du thème abordé ici, merci de compléter l'article en donnant les références utiles à sa vérifiabilité et en les liant à la section « Notes et références ».
 (octobre 2017).
Pour les articles homonymes, voir ICO.
Informations et correspondances ouvrières (ICO) est un groupe conseilliste créé en 1958, après une scission de Socialisme ou barbarie autour de Claude Lefort et Henri Simon, et disparu en 1973. 
ICO publiait un bulletin appelé Informations et liaisons ouvrières de 1958 à 1960, puis Informations et correspondances ouvrières.

## Présentation
ICO considère avec Claude Lefort que tout parti est un organisme artificiel « c’est-à-dire fabriqué en dehors du prolétariat » et préconise un travail de liaison entre « les noyaux multiples de militants organisant librement leur activité ». 
Considérant comme essentiels les mouvements spontanés, ICO se donne pour buts : 
- de réunir les travailleurs qui n'ont plus confiance dans les partis ou syndicats traditionnels ;
- de permettre aux travailleurs de s'informer mutuellement sur leur lieu de travail, de dénoncer les manœuvres syndicales, de discuter les revendications, de s'apporter une aide réciproque, d'intervenir dans les luttes, individuellement, en tant que travailleurs et non comme organisation ;
- de favoriser la formation de comités associant de façon active les travailleurs ;
- de faire connaitre les luttes des travailleurs, luttes de résistance à tout l'appareil moderne de domination et étapes vers la gestion des entreprises et de la société par les travailleurs eux-mêmes.

En 1968, une collaboration s'établit entre ICO et certains éléments du Mouvement du 22 mars (ceux qui étaient proches de Noir et Rouge) mais aussi des Cahiers de Mai. Ceci amène des affrontements avec des éléments du groupe des "Enragés" qui assistaient aux réunions d'ICO, débouchant sur le rejet des "Enragés". Cette période est suivie par la publication de deux brochures : La grève généralisée en France et L'autogestion, l'État et la Révolution, qui sous le couvert de la recherche d'une analyse globale de la situation sont en fait -pour une large part- les produits de contradictions internes qui iront en s'exacerbant.

## Historique

### AprèsMai 1968
À partir du numéro 85, de septembre 69, Informations et Correspondances Ouvrières, jusque-là bulletin ronéoté, se transforme en revue imprimée :
« Depuis 10 ans, ce bulletin mensuel - ronéoté jusqu'alors - a été pour un cercle restreint de camarades (travailleurs ou autres) un lieu d'information réciproque, d'échanges, de discussion, de contacts.
Le cercle s'est peu à peu étendu ; certains ont disparu, d'autres ont quitté pensant trouver ailleurs un groupe plus conforme à leurs exigences, ou activités, ou théoriques, ou éthiques.
Mai 68 a donné à notre travail une nouvelle dimension, ce sont maintenant des groupes de camarades isolés qui s'y trouvent associés. » (ICO n° 85)
En effet, à cette époque, en plus du groupe de Paris, un nombre non négligeable de groupes de province participent à ICO : Nice (Colonne L), Marseille (Cahiers du Communisme de Conseils), Toulouse (Révolution Internationale), Grenoble (Archinoir), Clermont-Ferrand (M.A.R.S. puis Organisation Conseilliste), Le Havre (AEIS), Montpellier, Lille, Perpignan, Strasbourg, Lyon, Albertville. La plupart de ces groupes sont nés de Mai 1968 et leur regroupement correspond moins à un acte politique qu'à la sensation d'isolement qui s'est emparé d'eux à la retombée du mouvement. Certains d'entre eux se réfugient dans l'idéologie d'une pseudo-désaliénation de la vie quotidienne. Au bout de quelques mois (N°99, novembre 1970) cela entraîne une mise au point et un recentrage du journal sur les luttes des travailleurs sur les lieux de production. Dans le même numéro, la « plate-forme » qui occupait traditionnellement la dernière page d' ICO disparaît, les divergences qui déchirent le groupe s'exprimant aussi dans certains articles :
« QUELLE DOIT ETRE L'ACTIVITE D'UN GROUPE ? (problème de l'action si l'on veut) On peut la formuler de diverses manières :
- ICO doit-il simplement viser à diffuser des informations sur les luttes, les réflexions à leur sujet et des textes plus généraux d'analyse du capitalisme et des luttes (c’est-à-dire se limiter aux publications actuelles),
- ICO doit-il essayer de diffuser ses idées dans cette même optique, mais sous une forme plus concrète pouvant se définir par une action individuelle ou collective d'information et de propagande.
- ICO doit-il dépasser le rôle d'information et de propagande et intervenir en tant que groupe dans les luttes avec des positions ou des propositions concrètes d'aide matérielle ou autre ? Pense-t-on même que ce rôle puisse être élargi à d'autres tâches dans une situation qui verrait la généralisation des luttes. Ces questions se ramènent au débat introduit dans ICO sous le titre : quels sont les rapports entre un groupe et le mouvement ouvrier autonome. » (n°101-102, janvier-février 71).
A la fin de 1970, la publication, étoffée, évoquent de manière détaillée l'actualité sociale et politique dans les autres pays européens. Elle couvre aussi, dans le sillage du Tribunal populaire de Lens en 1970, de la vague de séquestrations de cadres qui a suivi, dans des entreprises où les ouvriers sont exposés à un travail dangereux pour leur santé. Le 17 décembre 1970, à l'usine Ferodo de Condé-sur-Noireau, dans le Calvados.
La confusion et les divergences régnant alors à l'intérieur d'ICO amènent alors certains groupes à s'en détacher. En particulier Révolution Internationale, Les Cahiers de Communisme de Conseils et l'Organisation conseilliste de Clermont-Ferrand se regroupent à l'extérieur d'ICO fin 70. 

### La fin d'ICO
Informations et Correspondances Ouvrières s'autodissout en 1973. 
Une partie de ses membres participent en 1975 à la création du réseau Échanges et mouvement.